# Flavoparmelia caperata
Flavoparmelia caperata (sinónimo: Parmelia caperata), también conocida como liquen caperata o liquen escudo verde común, es una especie de liquen de talo foliaceo de la familia Parmeliaceae que crece principalmente en la corteza de los árboles. El epíteto se deriva del latín "caperatus" (arrugado). El fotobionte son algas verdes del género Trebouxia.

## Descripción
Flavoparmelia caperata es un liquen de talo foliáceo y hasta 20 cm de diámetro con lóbulos redondeados superpuestos de 5 a 15 mm de anchura. La parte superior, de color verde amarillenta con tonos grisáceos, presenta arrugas en los lóbulos, especialmente en el centro. La parte inferior mayoritariamente negra, se torna marrón claro hacia los márgenes; adheridas a la superficie inferior se encuentran las rizinas, de unos 2 mm de ancho color negro y no ramificadas. Se reproduce de manera asexual por medio de soredios o sexualmente con la producción de esporas en el interior de los apotecios. Los cuerpos fructíferos (apotecios) son raros, con el disco marrón oscuro de hasta 1 cm de diámetro, con el margen talino persistente a veces sorediado. Ascos de tipo Lecanora, octosporados. Esporas de 15-19 x 9-10 µm, elipsoidales. Médula y soralios PD+ naranja rojo, K-, KC+ rojizo, C-, UV-; córtex KC+ amarillo dorado. Con ácidos protocetrárico y caperático en la médula y ácido úsnico en el córtex.
Puede confundirse con Flavoparmelia soredians, aunque este crece principalmente sobre roca. F. caperata se diferencia por tener los lóbulos de almacenamiento más grandes y soredia de grano más grueso y tener una adherencia menor al sustrato.

## Ubicación y distribución
Especie epífita, crece en cortezas ácidas de árboles caducifolios y coníferas, con menos frecuencia en madera, musgo y raramente en rocas silíceas.
La especie está muy extendida en todo el mundo, se encuentra en todos los continentes excepto en la Antártida. En Europa se puede encontrar desde el sur de Escandinavia hasta el Mediterráneo. Debido a su alta sensibilidad a la contaminación atmosférica, a menudo ha disminuido drásticamente en las tierras bajas y ahora se está volviendo más común nuevamente, particularmente como resultado de la desulfuración de los gases de combustión. Como muchas otras especies de líquenes, es un bioindicador de la contaminación del aire, por lo que se utiliza para monitorear las fluctuaciones climátiacs locales mediante la técnica de mapeo de líquenes.

## Misceláneas
El Grupo de Trabajo Briológico-Liquenológico para Europa Central nombró al liquen Caperata como liquen del año 2006.

## Galería de imágenes

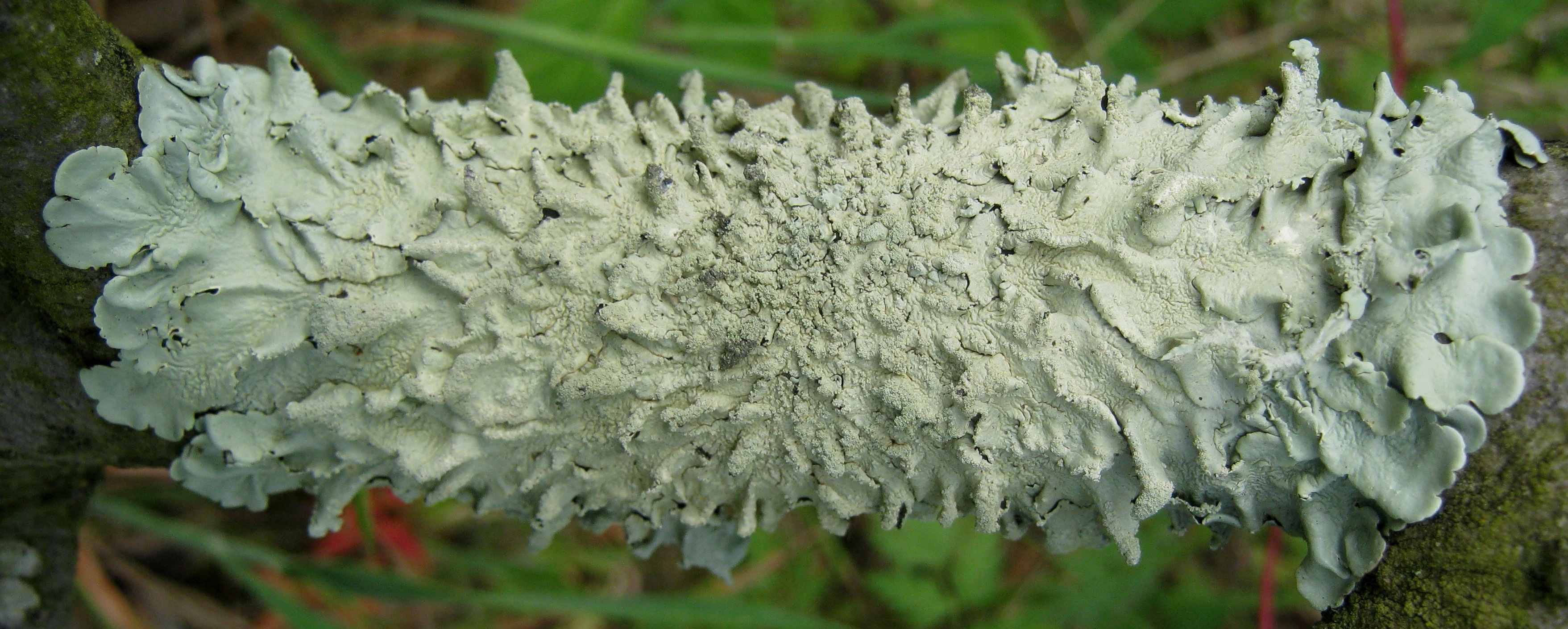
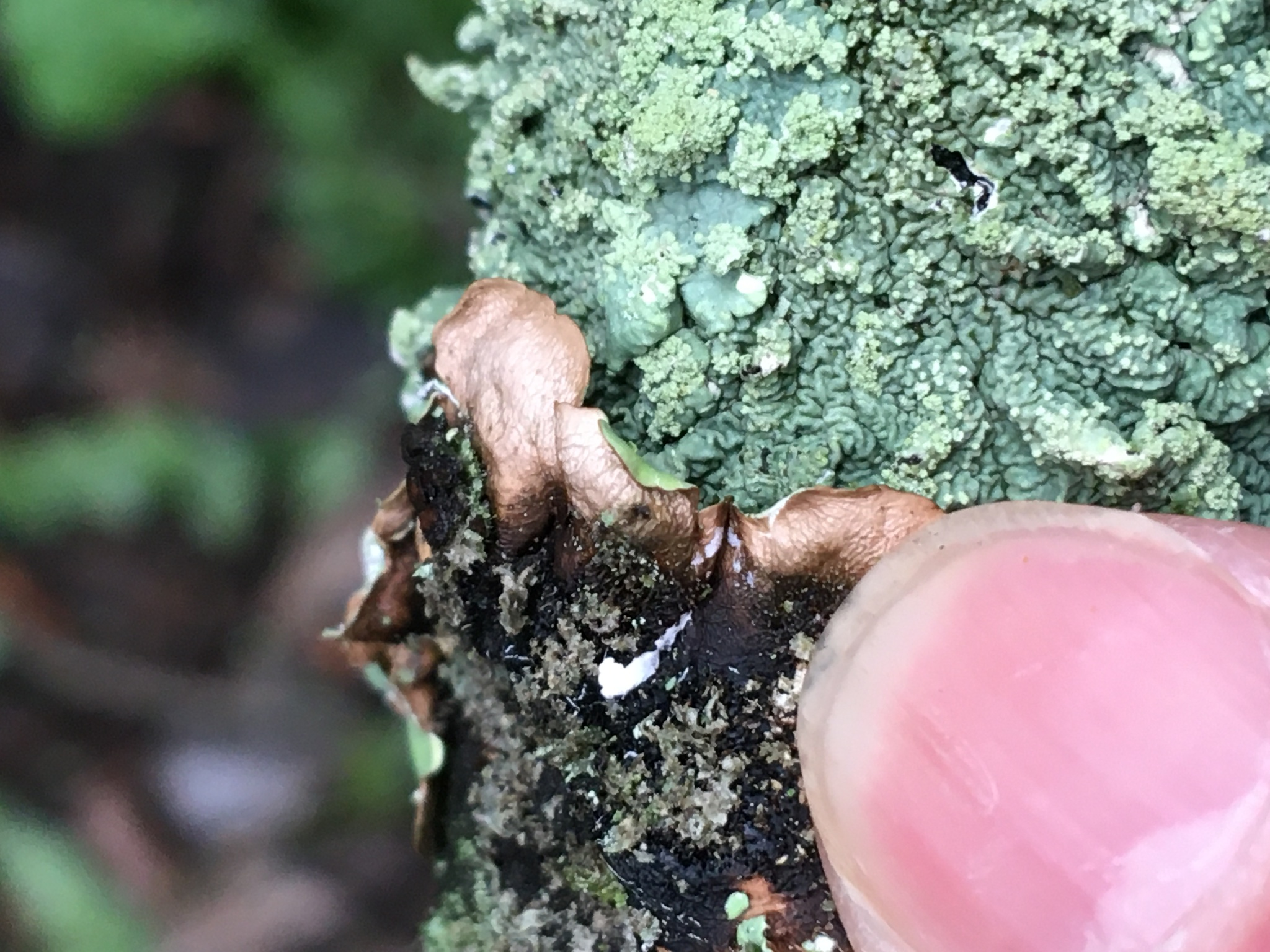
Detalle del haz y envés del talo.
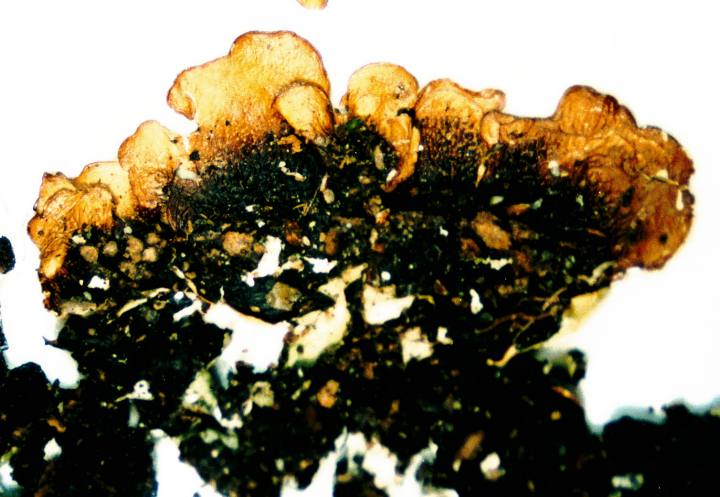
Superficie inferior de un lóbulo que muestra un margen de color canela pálido sin rizinas.
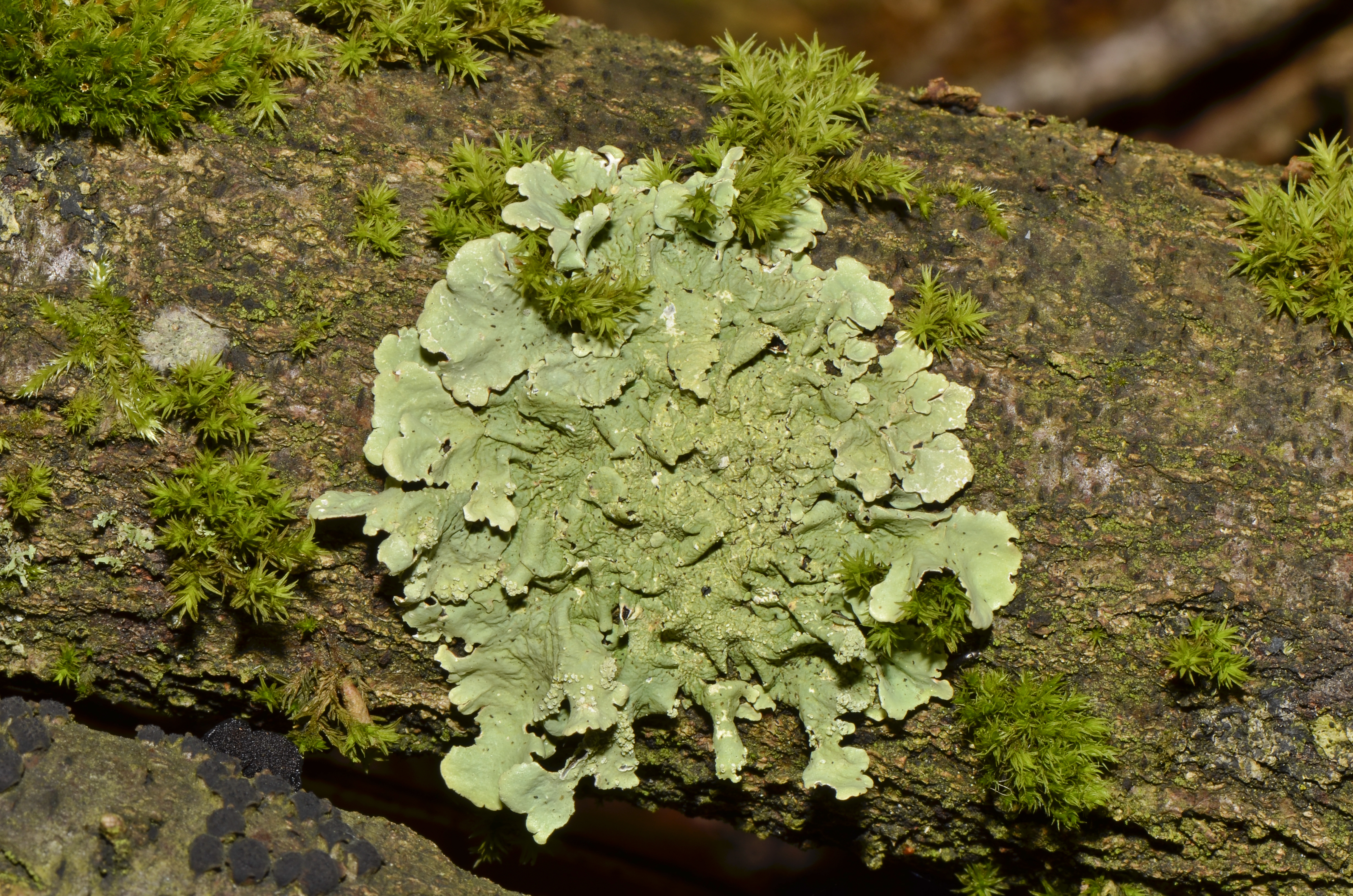
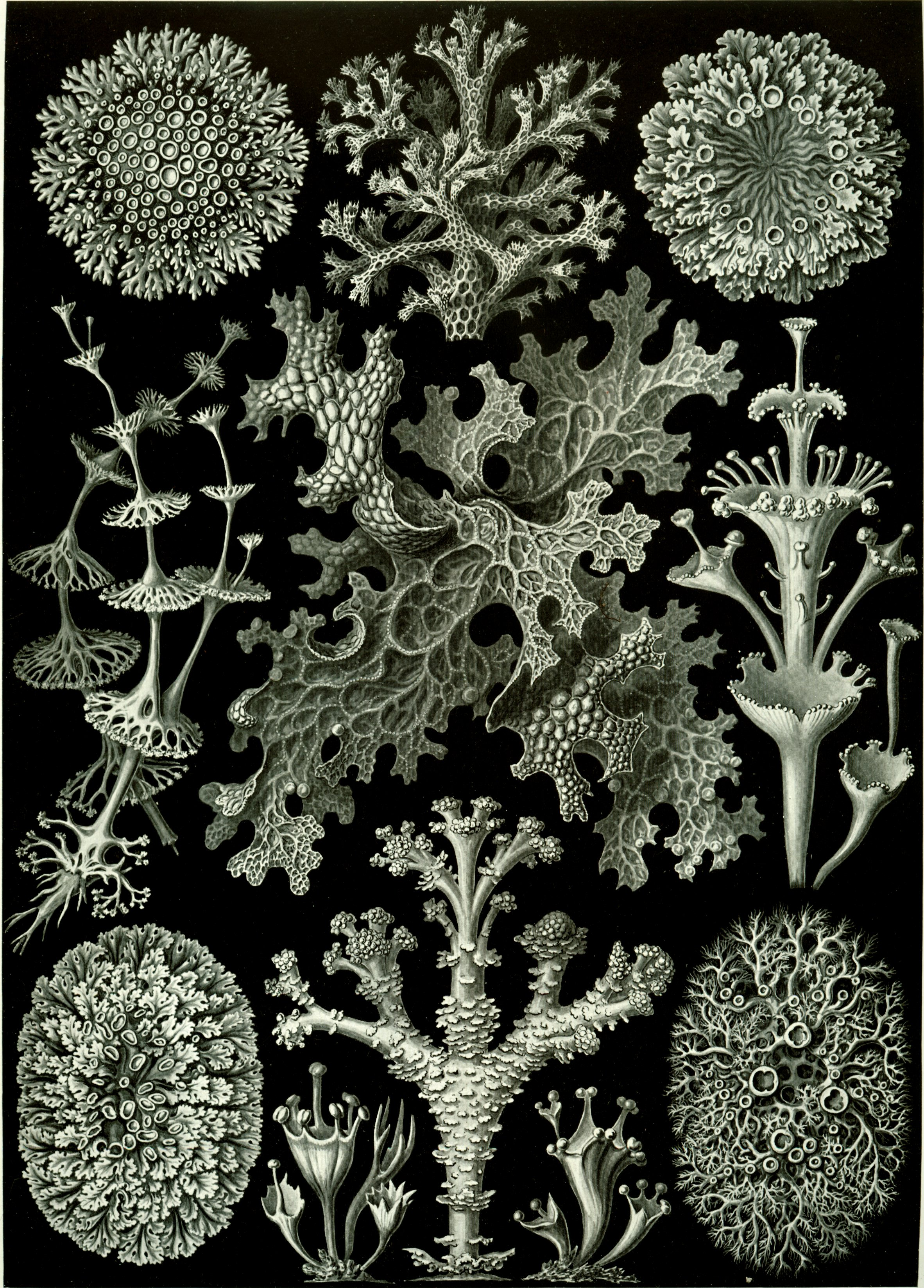